# Allan Bell
Allan Robert Bell (ur. w 1947) – polityk Wyspy Man (dependencja korony brytyjskiej), szef ministrów od 11 października 2011 do 4 października 2016. Nie należy do żadnej partii.